# Tongcheng, Xianning
Tongcheng är ett härad i Hubei-provinsen i centrala Kina.

## Geografi
Orten är belägen längs floden Lushui, nära gränsen till Hunan- och Jiangxi-provinserna.

## Historia
Häradet grundades ursprungligen under Handynastin, men slogs ihop med Puqi härad under Suidynastin. Orten återupprättades under Tangdynastin och återfick sin ställning som härad under Songdynastin. Under Qingdynastin lydde Tongcheng härad under prefekturen Wuchang. Idag sorterar orten under Xiannings stad på prefekturnivå.